# Риндіч Андріан Пилипович
Андріан Пилипович Риндіч (3 травня 1893, містечко Семенівка Новозибківського повіту Чернігівської губернії — розстріляний 11 червня 1937, місто Ростов-на-Дону) — більшовицький діяч, голова Курського і Чернігівського губернських комітетів РКП(б). Професор. Жертва Сталінського терору. Член ВЦВК 3-го і 4-го скликань. 

## Життєпис
Народився в бідній родині чоботаря. У 1908—1912 роках — учень Чернігівської фельдшерської школи.
Член РСДРП(б) з 1911 року.
З 1912 року — фельдшер у Петровському повіті Саратовської губернії; фельдшер у селі Велика Тополя Новозибківського повіту Чернігівської губернії. Потім переїхав до Москви, де працював фельдшером у робітничому районі. Був одним із організаторів і активним членом Преснєнської групи РСДРП(б) міста Москви. Входив також до групи по відновленню Московського комітету РСДРП(б).
З 1914 по 1916 рік навчався в Московському народному університеті імені А. Л. Шанявського.
У березні 1916 року заарештований і звинувачений у виданні революційної літератури. Був виключений із університету. Вироком Московського окружного військового суду відправлений на фронт до діючої армії. Через хворобу був залишений проходити службу у Воронезькому військовому гарнізоні, де до 1917 року служив фельдшером російської імператорської армії.
З лютого 1917 року — член Воронезького комітету РСДРП(б), член виконкому Воронезької міської Ради робітничих і солдатських депутатів, член Воронезького гарнізонного військово-революційного комітету, член редколегії газети «Воронежский рабочий».
Наприкінці літа 1917 року повернувся до містечка Семенівки на Чернігівщині, де продовжив революційну діяльність. Був обраний до земської управи Семенівки, балотувався від більшовиків до Всеросійських Установчих зборів.
На початку 1918 року прибуває до Петрограда, де був обраний членом Російського Центрального виконавчого комітету. Потім переїхав до Москви і працював під безпосереднім керівництвом Якова Свердлова у ЦВК РРФСР.
З червня 1918 року — комісар праці Курської губернії.
9 липня — грудень 1918 року — голова виконавчого комітету Курської губернської Ради.
У липні — грудні 1918 року — голова Курського губернського комітету РКП(б).
З січня 1919 року — член і заступник голови Чернігівського губернського комітету КП(б) України. У квітні — серпні 1919 року — голова Чернігівського губернського комітету КП(б) України.
З літа 1919 року — начальник політичного відділу Київського військового округу, член Революційної Військової ради Київського округу; заступник начальника політичного відділу 2-ї Запасної армії РСЧА, військовий комісар санітарної частини армії.
25 серпня — 10 вересня 1920 року — голова Чернігівського губернського комітету КП(б) України. З 10 вересня 1920 по січень 1921 року — відповідальний секретар Чернігівського губернського комітету КП(б) України.
З 1921 року працював завідувачем підвідділу радпартшкіл і завідувачем відділу шкіл Головполітосвіти в Москві, керував школами політграмоти, партійно-радянськими школами і комуністичними вузами. Був проректором Комуністичного університету імені Свердлова.
Потім — на викладацькій роботі в Академії комуністичного виховання імені Крупської, у вищих навчальних закладах міста Москви. До 1935 року — доцент, професор, завідувач кафедри Ростовського педагогічного університету. Делегат VIII і IX з'їздів РКП(б).
16 травня 1935 року арештований органами НКВС СРСР. Засуджений до 5 років позбавлення волі. У квітні 1937 року переданий суду Військової колегії Верховного суду СРСР в Азово-Чорноморському краю. Розстріляний 11 червня 1937 року в Ростові-на-Дону. Посмертно реабілітований у 1957 році.